# 122 Dywizja Strzelecka (ZSRR)
122 Dywizja Strzelecka (ros. 122-я стрелковая дивизия) – związek taktyczny piechoty Armii Czerwionej.
Sformowana 5.09.1939 w Jelcu (OrOW) na bazie 6 Dywizji Strzeleckiej.

W czasie agresji na Polskę, 17 września 1939  walczyła w składzie 23 Korpusu Strzeleckiego.

## Dowódcy dywizji
- kombryg Piotr Szewczenko (05.09.1939 — 28.08.1941)
- płk Mikołaj Mieszerakow (31.08.1941 — 29.03.1943)
- płk Wasyl Mołożajew (30.03.1943 — 06.07.1943)
- płk Grigorij Pierepicz (07.07.1943 — 12.02.1944)
- płk Aleksy Wieliczko (13.02.1944 — 13.04.1945)
- płk Tymofiej Sidorenko (14.04.1945 — 09.05.1945)

## Struktura organizacyjna
- 420 Pułk Strzelecki
- 596 Pułk Strzelecki
- 715 Pułk Strzelecki
- 285 Pułk Artylerii Lekkiej
- 369 Pułk Artylerii Haubic (do 20.10.1941)
- 448 samodzielny batalion czołgów[2]
- 208 dappanc
- 392 baplot (252 daplot) — do 10.06.1943
- 370 dm — od 20.11.1942 do 09.11.1943
- 153 br (153 kr)
- 223 bsap
- 256 bł (799 kł)
- 172 bmsan
- 126 kpchem
- 205 ktransp (193 btransp)
- 320 piekarnia polowa (123, 80)
- 42 punkt weterynaryjny
- 114 poczta polowa
- 195 kasa polowa

## Dowódcy dywizji
- kombrig Piotr Szewczenko (był w 1939)[2]